# NGC 2646
NGC 2646 est une galaxie lenticulaire située dans la constellation de la Girafe. NGC 2646 a été découverte par l'astronome français Wilhelm Tempel en 1883. Cette galaxie a aussi été observée par l'astronome américain Lewis Swift le 1er septembre 1888 et elle a été ajoutée à l'Index Catalogue sous la cote IC 511. L'identification de NGC 2646 à IC 511 est récente (21 août 2017) et elle ne figure pas dans les autres catalogues. Elle était auparavant identifiée à PGC 24397.

## Caractéristiques
Sa vitesse par rapport au fond diffus cosmologique est de 3 722 ± 27 km/s, ce qui correspond à une distance de Hubble de 54,9 ± 3,9 Mpc (∼179 millions d'al).
À ce jour, huit mesures non basées sur le décalage vers le rouge (redshift) donnent une distance de 45,725 ± 19,182 Mpc (∼149 millions d'al), ce qui est à l'intérieur des valeurs de la distance de Hubble. Notons cependant que c'est avec la valeur moyenne des mesures indépendantes, lorsqu'elles existent, que la base de données NASA/IPAC calcule le diamètre d'une galaxie et qu'en conséquence le diamètre de NGC 2646 pourrait être d'environ 27,1 kpc (∼88 400 al) si on utilisait la distance de Hubble pour le calculer.

## Groupe d'IC 520
NGC 2646 fait partie du groupe d'IC 520. En plus d'IC 520, ce groupe renferme au moins deux autres galaxies, soit NGC 2614 et NGC 2629.